# 海南藤春
海南藤春（学名：Alphonsea hainanensis）为番荔枝科藤春属的植物，是中国的特有植物。分布在中国大陆的广东、云南、广西等地，生长于海拔500米的地区，多生在山地常绿阔叶林中，目前尚未由人工引种栽培。
其种加词“hainanensis”意为“海南的”。

## 别名
海南阿芳（海南植物志）；扮颇（广西黎语）